# Unclejackia
Unclejackia är ett släkte av bladmossor. Unclejackia ingår i familjen Brachytheciaceae.
Kladogram enligt Catalogue of Life:
| Unclejackia | \| \| Unclejackia crispifolia \| \| \| \| \| \| Unclejackia longisetula \| \| \| \| |
|             | \| \| Unclejackia crispifolia \| \| \| \| \| \| Unclejackia longisetula \| \| \| \| |
|             | Unclejackia crispifolia                                                             |
|             |                                                                                     |
|             | Unclejackia longisetula                                                             |
|             |                                                                                     |